# Kostjantyn Schewaho

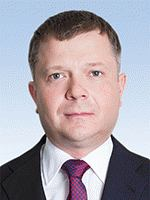
Kostjantyn Schewaho (2014)

Kostjantyn Walentynowytsch Schewaho (ukrainisch Костянтин Валентинович Жеваго; russisch Константин Валентинович Жеваго Konstantin Walentinowitsch Schewago; * 7. Januar 1974 in Iultin, Nationaler Kreis der Tschuktschen, Sowjetunion) ist ein ukrainischer Unternehmer und zwischen 1998 und 2019 Abgeordneter der Werchowna Rada, dem ukrainischen Parlament.
Schewaho kam in einem Dorf in der Oblast Magadan zur Welt. Er absolvierte die Nationale Wadym-Hetman-Wirtschaftsuniversität Kiew,  wurde mit 19 Jahren Angestellter einer Bank in Kiew und dort drei Jahre später Verwaltungschef.
Sein Vermögen wurde 2022 auf 1,3 Mrd. USD geschätzt. Er lebt in der Nähe des Altiports Courchevel und soll an die Ukraine ausgeliefert werden.